# Золотова Галина Олександрівна
Галина Олександрівна Золотова (4 серпня 1924, Житомир, Україна — 2 липня 2020, Москва, Росія) — радянський та російський лінгвіст. Була почесним доктором Стокгольмського університету, заслуженим діячем науки Російської Федерації, почесним членом наукових товариств Чехії, Болгарії та Франції.

## Біографія
Захистила кандидатську дисертацію «Дієслівні словосполучення та їхні типи в сучасній російській літературні мові» (1954) й докторську — «Нарис функціонального синтаксису сучасної російської мови» (1971).
Наукові інтереси: функціональний синтаксис і граматика російської мови, семантика, стилістика, мова художньої літератури.
Похована на Хованському кладовищі у Москві.

## Публікації
Автор понад 230 наукових праць, у тому числі:
- Очерк функционального синтаксиса современного русского языка. — М., 1973, 2005, 2009. ISBN 978-5-397-00589-0.
- Коммуникативные аспекты русского синтаксиса. — М., Наука, 1982, 6-е изд. М.,УРСС, 2009.
- Синтаксический словарь. Репертуар элементарных единиц русского синтаксиса. — М., 1988, 2006. 2-е изд. ISBN 5-354-01147-7.
- Коммуникативная грамматика русского языка (у співавторстві) — М., 1998, 2004.
- Русский язык. От системы к тексту. 10 класс (у співавторстві). — М., Дрофа, 2002.